# Блахович, Ян
Ян Мацей Блахович (пол. Jan Błachowicz; род. 24 февраля 1983, Цешин) — польский боец смешанного стиля.
Бывший чемпион UFC в полутяжёлой весовой категории. Выступает на профессиональном уровне начиная с 2007 года, известен по участию в турнирах бойцовских организаций UFC и KSW, владел титулом чемпиона KSW в полутяжёлом весе. Занимает 5 строчку официального рейтинга UFC в полутяжёлом весе.

## Биография
Ян Блахович родился 24 февраля 1983 года в городе Цешин Силезского воеводства. В молодости серьёзно занимался тайским боксом, выступал в кикбоксинге, выиграв несколько титулов и наград на любительском уровне. Позже освоил бразильское джиу-джитсу, добился в этой дисциплине чёрного пояса, получив его из рук известного мастера Джо Морейры. Прежде чем начать зарабатывать в ММА, подрабатывал охранником в ночном клубе.

### Начало профессиональной карьеры
Дебютировал в смешанных единоборствах на профессиональном уровне в феврале 2009 года, но свой первый бой проиграл единогласным решением судей.

### Konfrontacja Sztuk Walki

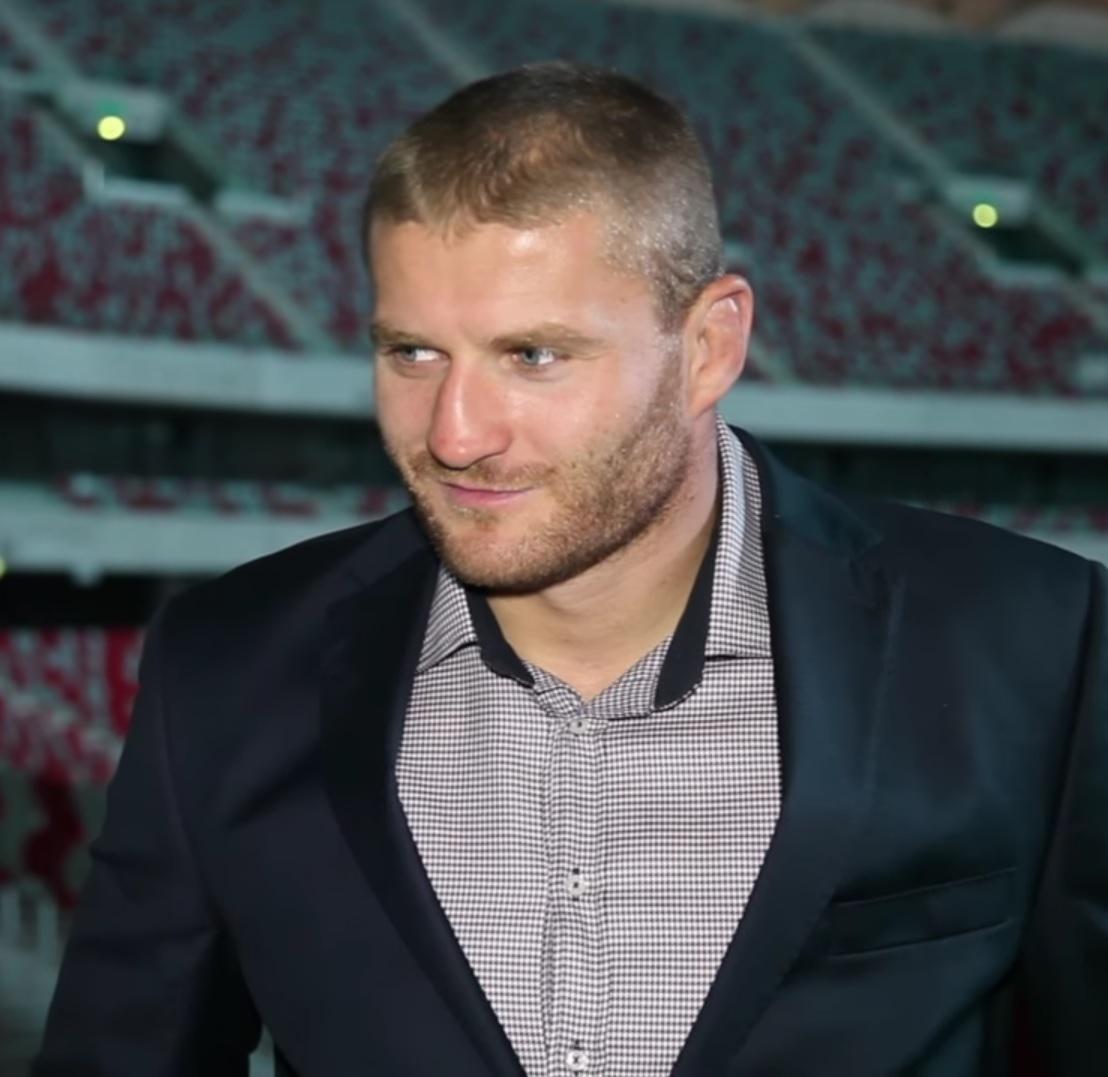
В 2013 году

В том же 2007 году начал сотрудничество с главной бойцовской организацией Польши Konfrontacja Sztuk Walki, в частности, стал участником турнира-восьмёрки в полутяжёлом весе и за один вечер победил всех троих попавшихся ему соперников. Год спустя выиграл ещё один подобный турнир, вновь разобравшись со всеми тремя оппонентами. Также в сентябре 2008 года отметился победами в рейтинговых боях над достаточно известным конголезским бойцом Кристианом М’Пумбу и над хорватом Маро Пераком.
По окончании успешого 2008 года Блахович по приглашению своего друга Томаша Дрваля отправился тренироваться в США, проходил подготовку в зале Throwdown Training Center в Сан-Диего. Он планировал продолжить карьеру за океаном, однако во время спаррингов серьёзно травмировал правое колено и вынужден был вернуться домой.
Из-за травмы Блахович вынужден был простаивать около 17 месяцев, отказываясь от всех выгодных предложений. Наконец, в мае 2010 года он вернулся в бои, подписавшись на очередной турнир-восьмёрку KSW в полутяжёлом весе. Он снова прошёл всех соперников и благодаря череде удачных выступлений удостоился права оспорить вакантный титул чемпиона организации. В чемпионском бою против камерунца Сокуджу, состоявшемся в марте 2011 года, травмировал ногу и не смог выйти на третий раунд, в результате чего ему засчитали поражение техническим нокаутом.
Спустя несколько месяцев между Блаховичем и Сокуджу состоялся повторный поединок, на сей раз поляк выиграл единогласным решением судей, забрав чемпионский пояс себе. Впоследствии он дважды сумел защитить свой титул, выиграв у таких бойцов как Хьюстон Александер и Горан Рельич. Кроме того, в нетитульном бою по очкам одолел Мариу Миранду.

### Ultimate Fighting Championship
Имея в послужном списке 17 побед и только 3 поражения, Блахович привлёк к себе внимание крупнейшей бойцовской организации мира Ultimate Fighting Championship и в январе 2014 года подписал с ней долгосрочный контракт. Его дебют в октагоне UFC состоялся в октябре того же года, на турнире в Стокгольме техническим нокаутом он победил местного шведского бойца Илира Латифи.
В 2015 году потерпел поражения единогласными решениями от Джими Манувы и Кори Андерсона.
В 2016 году судейскими решениями выиграл у Игоря Покраяца, но проиграл Александру Густафссону.
2017 год начал с поражения от Патрика Камминза, однако затем взял верх над Девином Кларком, заработав бонус за лучшее выступление вечера, и над Джаредом Каннонье.
В марте 2017 года на турнире в Лондоне взял реванш у Джими Манувы, выиграв единогласным судейским решением. При этом оба бойца получили награду за лучший бой вечера.
15 сентября 2018 года в Москве, на турнире UFC Fight Night: Hunt vs. Oleinik в соглавном поединке турнира одержал победу удушающим приёмом над Никитой Крыловым, и получил бонус за выступление вечера.
23 февраля 2019 года в Праге, на турнире UFC Fight Night: Błachowicz vs. Santos в главном бою вечера проиграл техническим нокаутом Тиагу Сантусу в третьем раунде.
6 июля 2019 года на турнире UFC 239 в Лас-Вегасе во втором раунде победил нокаутом бывшего чемпиона UFC и Strikeforce в среднем весе Люка Рокхолда.
16 ноября 2019 года в Сан-Паулу на турнире UFC Fight Night: Błachowicz vs. Jacaré в главном бою вечера победил бывшего чемпиона Strikeforce в среднем весе Роналду Соузу раздельным решением судей.
15 февраля 2020 года на турнире UFC Fight Night: Anderson vs. Błachowicz 2 в Рио-Ранчо, в главном бою вечера состоялся рематч между Кори Андерсоном и Яном Блаховичем, в котором Блахович победил нокаутом уже в первом раунде заработав бонус за выступление вечера.
После того как Джон Джонс оставил пояс, для перехода в тяжёлый вес, для супер боя, пояс в полутяжёлом весе стал вакантным, и UFC объявили бой между 1 номером рейтинга полутяжеловесов Домиником Рейесом и 3 номером рейтинга полутяжеловесов Яном Блаховичем.
Поединок состоялся на UFC 253 в со главном событии турнира. Блахович победил Рейеса техническим нокаутом во 2 раунде и стал новым чемпионов UFC в полутяжёлом весе.
6 марта на турнире UFC 259, состоялся поединок двух чемпионов, Яна Блаховича против чемпиона UFC в среднем весе Исраэля Адесаньи, в главном бою вечера, за титул чемпиона UFC в полутяжёлом весе. Поединок продлился все пять раундов, по итогам которых Блахович одержал победу единогласным решением судей и защитил титул в полутяжёлом весе.
Потеря титула
Ожидалось, что Блахович проведет вторую защиту титула против Гловера Тейшейры на UFC 266 25 сентября 2021 года. Однако бой был отложен и перенесен на 30 октября 2021 года на UFC 267 .Блахович проиграл бой и титул чемпиона UFC в полутяжелом весе удушающим приемом во втором раунде.
Бой с Александром Ракичем
В бою с Александром Ракичем 26 марта 2022 года на турнире UFC Fight Night 206 Блахович победил техническим нокаутом в связи с травмой соперника.

###### Бой за вакантный титул с Магомедом Анкалаевым
11 декабря 2022 года на турнире UFC 282 проведет бой за вакантный титул в полутяжелом весе против Магомеда Анкалаева. Титул стал вакантным в связи с травмой Иржи Прохазки и добровольного оставления пояса чемпиона UFC в полутяжелой весовой категории.

## Статистика в профессиональном ММА
| Боёв 41  | Побед 29 | Поражений 11 |
| -------- | -------- | ------------ |
| Нокаутом | 9        | 2            |
| Сдачей   | 9        | 2            |
| Решением | 11       | 7            |
| Ничьи    | 1        | 1            |

| Результат | Рекорд  | Соперник             | Способ                        | Турнир                                     | Дата             | Раунд | Время | Место                    | Примечание                                                                    |
| --------- | ------- | -------------------- | ----------------------------- | ------------------------------------------ | ---------------- | ----- | ----- | ------------------------ | ----------------------------------------------------------------------------- |
| Поражение | 29-11-1 | Карлос Ульберг       | Единогласное решение          | UFC Fight Night: Эдвардс vs. Брэди         | 22 марта 2025    | 3     | 5:00  | Лондон, Англия           |                                                                               |
| Поражение | 29-10-1 | Алекс Перейра        | Раздельное решение            | UFC 291                                    | 29 июля 2023     | 3     | 5:00  | Солт-Лейк-Сити, Юта, США |                                                                               |
| Ничья     | 29-9-1  | Магомед Анкалаев     | Раздельное решение (Ничейное) | UFC 282                                    | 10 декабря 2022  | 5     | 5:00  | Лас-Вегас, Невада, США   | Бой за вакантный титул чемпиона UFC.                                          |
| Победа    | 29-9    | Александр Ракич      | TKO (травма)                  | UFC on ESPN: Блахович vs. Ракич            | 14 мая 2022      | 3     | 1:11  | Лас-Вегас, США           |                                                                               |
| Поражение | 28-9    | Гловер Тейшейра      | Удушающий приём (сзади)       | UFC 267                                    | 30 октября 2021  | 2     | 3:02  | Абу-Даби, ОАЭ            | Утратил титул чемпиона UFC в полутяжёлом весе.                                |
| Победа    | 28-8    | Исраэль Адесанья     | Единогласное решение          | UFC 259: Błachowicz vs. Adesanya           | 6 марта 2021     | 5     | 5:00  | Лас-Вегас, США           | Защитил титул чемпиона UFC в полутяжёлом весе.                                |
| Победа    | 27-8    | Доминик Рейес        | Технический нокаут (удары)    | UFC 253: Adesanya vs. Costa                | 27 сентября 2020 | 2     | 4:36  | Абу-Даби, ОАЭ            | Завоевал вакантный титул чемпиона UFC в полутяжёлом весе. Выступление вечера. |
| Победа    | 26-8    | Кори Андерсон        | KO (удар рукой)               | UFC Fight Night: Anderson vs. Błachowicz 2 | 15 февраля 2020  | 1     | 3:08  | Рио-Ранчо, США           | Выступление вечера.                                                           |
| Победа    | 25-8    | Роналду Соуза        | Раздельное решение            | UFC Fight Night: Błachowicz vs. Jacaré     | 16 ноября 2019   | 5     | 5:00  | Сан-Паулу, Бразилия      |                                                                               |
| Победа    | 24-8    | Люк Рокхолд          | KO (удары руками)             | UFC 239                                    | 6 июля 2019      | 2     | 1:39  | Лас-Вегас, США           | Выступление вечера.                                                           |
| Поражение | 23-8    | Тиагу Сантус         | TKO (удары руками)            | UFC Fight Night: Błachowicz vs. Santos     | 23 февраля 2019  | 3     | 0:39  | Прага, Чехия             |                                                                               |
| Победа    | 23-7    | Никита Крылов        | Сдача (треугольник руками)    | UFC Fight Night: Hunt vs. Oleinik          | 15 сентября 2018 | 2     | 2:41  | Москва, Россия           | Выступление вечера.                                                           |
| Победа    | 22-7    | Джими Манува         | Единогласное решение          | UFC Fight Night: Werdum vs. Volkov         | 17 марта 2018    | 3     | 5:00  | Лондон, Англия           | Бой вечера.                                                                   |
| Победа    | 21-7    | Джаред Каннонье      | Единогласное решение          | UFC on Fox: Lawler vs. dos Anjos           | 16 декабря 2017  | 3     | 5:00  | Виннипег, Канада         |                                                                               |
| Победа    | 20-7    | Девин Кларк          | Сдача (удушение сзади)        | UFC Fight Night: Cerrone vs. Till          | 21 октября 2017  | 2     | 3:02  | Гданьск, Польша          | Выступление вечера.                                                           |
| Поражение | 19-7    | Патрик Камминз       | Решение большинства           | UFC 210                                    | 8 апреля 2017    | 3     | 5:00  | Буффало, США             |                                                                               |
| Поражение | 19-6    | Александр Густафссон | Единогласное решение          | UFC Fight Night: Arlovski vs. Barnett      | 3 сентября 2016  | 3     | 5:00  | Гамбург, Германия        |                                                                               |
| Победа    | 19-5    | Игор Покраяц         | Единогласное решение          | UFC Fight Night: Rothwell vs. dos Santos   | 10 апреля 2016   | 3     | 5:00  | Загреб, Хорватия         |                                                                               |
| Поражение | 18-5    | Кори Андерсон        | Единогласное решение          | UFC 191                                    | 5 сентября 2015  | 3     | 5:00  | Лас-Вегас, США           |                                                                               |
| Поражение | 18-4    | Джими Манува         | Единогласное решение          | UFC Fight Night: Gonzaga vs. Cro Cop 2     | 11 апреля 2015   | 3     | 5:00  | Краков, Польша           |                                                                               |
| Победа    | 18-3    | Илир Латифи          | TKO (удары)                   | UFC Fight Night: Nelson vs. Story          | 4 октября 2014   | 1     | 1:58  | Стокгольм, Швеция        |                                                                               |
| Победа    | 17-3    | Горан Рельич         | Единогласное решение          | KSW 22                                     | 16 марта 2013    | 3     | 5:00  | Варшава, Польша          | Защитил титул чемпиона KSW в полутяжёлом весе.                                |
| Победа    | 16-3    | Хьюстон Александер   | Единогласное решение          | KSW 20                                     | 15 сентября 2012 | 3     | 5:00  | Гданьск, Польша          | Защитил титул чемпиона KSW в полутяжёлом весе.                                |
| Победа    | 15-3    | Мариу Миранда        | Единогласное решение          | KSW 18                                     | 25 февраля 2012  | 3     | 5:00  | Плоцк, Польша            | Нетитульный бой.                                                              |
| Победа    | 14-3    | Сокуджу              | Единогласное решение          | KSW 17: Revenge                            | 26 ноября 2011   | 3     | 5:00  | Лодзь, Польша            | Выиграл титул чемпиона KSW в полутяжёлом весе.                                |
| Победа    | 13-3    | Тони Валтонен        | Сдача (удушение сзади)        | KSW 16: Khalidov vs. Lindland              | 21 мая 2011      | 2     | 1:23  | Гданьск, Польша          |                                                                               |
| Поражение | 12-3    | Сокуджу              | TKO (отказ)                   | KSW 15: Contemporary Gladiators            | 19 марта 2011    | 2     | 5:00  | Варшава, Польша          | Бой за вакантный титул чемпиона KSW в полутяжёлом весе.                       |
| Победа    | 12-2    | Данель Табера        | TKO (удары руками)            | KSW 14: Judgment Day                       | 24 сентября 2010 | 2     | 4:20  | Лодзь, Польша            | Финал турнира KSW 2010 в полутяжёлом весе.                                    |
| Победа    | 11-2    | Николай Оникиенко    | Сдача (удушение сзади)        | World Absolute FC                          | 24 июня 2010     | 2     | N/A   | Чебоксары, Россия        |                                                                               |
| Победа    | 10-2    | Войцех Орловский     | Сдача (удушение сзади)        | KSW 13: Kumite                             | 7 мая 2010       | 1     | 1:37  | Катовице, Польша         | Полуфинал турнира KSW 2010 в полутяжёлом весе.                                |
| Победа    | 9-2     | Жулиу Брутус         | KO (удары)                    | KSW 13: Kumite                             | 7 мая 2010       | 1     | 3:40  | Катовице, Польша         | Четвертьфинал турнира KSW 2010 в полутяжёлом весе.                            |
| Победа    | 8-2     | Маро Перак           | Сдача (удушение сзади)        | KSW 10: Dekalog                            | 12 декабря 2008  | 2     | 1:51  | Варшава, Польша          |                                                                               |
| Победа    | 7-2     | Кристиан М’Пумбу     | Сдача (рычаг локтя)           | KSW Extra                                  | 13 сентября 2008 | 2     | 3:12  | Домброва-Гурнича, Польша |                                                                               |
| Победа    | 6-2     | Азиз Караоглу        | Сдача (рычаг локтя)           | KSW IX: Konfrontacja                       | 9 мая 2008       | 1     | 4:13  | Варшава, Польша          | Финал турнира KSW 2008 в полутяжёлом весе.                                    |
| Победа    | 5-2     | Антоний Хмелевский   | Сдача (рычаг локтя)           | KSW IX: Konfrontacja                       | 9 мая 2008       | 2     | 2:54  | Варшава, Польша          | Полуфинал турнира KSW 2008 в полутяжёлом весе.                                |
| Победа    | 4-2     | Мартин Завада        | Единогласное решение          | KSW IX: Konfrontacja                       | 9 мая 2008       | 2     | 5:00  | Варшава, Польша          | Четвертьфинал турнира KSW 2008 в полутяжёлом весе.                            |
| Поражение | 3-2     | Андре Файет          | Сдача (кимура)                | KSW 8                                      | 10 ноября 2007   | 1     | 1:57  | Варшава, Польша          |                                                                               |
| Победа    | 3-1     | Данель Довда         | TKO (удары)                   | KSW: Elimination                           | 15 сентября 2007 | 1     | 1:35  | Вроцлав, Польша          | Финал турнира KSW 2007 в полутяжёлом весе.                                    |
| Победа    | 2-1     | Павел Гасинский      | TKO (удары руками)            | KSW: Elimination                           | 15 сентября 2007 | 1     | 2:36  | Вроцлав, Польша          | Полуфинал турнира KSW 2007 в полутяжёлом весе.                                |
| Победа    | 1-1     | Себастьян Ольхава    | Единогласное решение          | KSW: Elimination                           | 15 сентября 2007 | 2     | 5:00  | Вроцлав, Польша          | Четвертьфинал турнира KSW 2007 в полутяжёлом весе.                            |
| Поражение | 0-1     | Марцин Крыштофяк     | Единогласное решение          | FCP 3: Khalidov vs. Troeng                 | 25 февраля 2007  | 2     | 5:00  | Познань, Польша          |                                                                               |